# Siero (Gerichtsbezirk)
Der Gerichtsbezirk Siero ist einer der 18 Gerichtsbezirke in der autonomen Gemeinschaft Asturien.
Der Bezirk umfasst 4 Gemeinden auf einer Fläche von 275,30 km² mit dem Hauptquartier in Siero.

## Gemeinden
| Gemeinde             | Einwohner (2024) | Fläche km² | Dichte Einw./km² | Cod INE | Postleitzahl |
| -------------------- | ---------------- | ---------- | ---------------- | ------- | ------------ |
| Bimenes              | 1.649            | 32,69      | 50               | 33006   | 33527        |
| Noreña               | 5.102            | 5,66       | 901              | 33042   | 33180        |
| Sariego              | 1.265            | 25,72      | 49               | 33065   | 33518        |
| Siero                | 52.593           | 211,23     | 249              | 33066   | 33510        |
| Gerichtsbezirk Siero | 60.609           | 275,30     | 220              | –       | –            |